# Децим Теренций Скавриан
Децим Теренций Скавриан (на латински: Decimus Terentius Scaurianus; * ок. 65; † ок. 114) е политик и сенатор на Римската империя през края на 1 и началото на 2 век. Той е първият римски управител на провинция Дакия (ок. 109 – ок. 110/114 г.).
Произлиза от фамилията Теренции от Нарбонска Галия и е син на Квинт Теренций Скавър (fl. 98 – 138 г., латински граматик), и баща на Децим Теренций Гентиан (суфектконсул 116 г.).
През войната против Дакия той е командир на Legio I Minervia през 95 – 96 г., легат на Галия Белгика през 97 – 100 г. След нормалния си cursus honorum, той става претор, квестор на провинция Ахая, военен трибун на legio I Italica и curator viarum.
Като управител на Дакия той основава през 106 – 109 г. с император Траян колонията Улпия Траяна Сармизегетуза (Между 108 и 110 г. се казва Colonia Ulpia Traiana Augusta Dacica Sarmizegetusa).